# Tomášek (rybník)
Rybník Tomášek je průtočný rybník napájený Sopřečským potokem. Rybník se nalézá asi 1 km východně od centra obce Semín v okrese Pardubice. Na březích rybníka se nalézá areál autokempu Semín poskytující v letním období ubytování v karavanech a stanech.

## Historie
Výstavba rybníka spolu s autokempem byla zahájena v roce 1996 a rybník v té době měl rozlohu 1,5ha. Zvětšen byl v roce 2001 na konečnou výměru 5 ha.

## Galerie

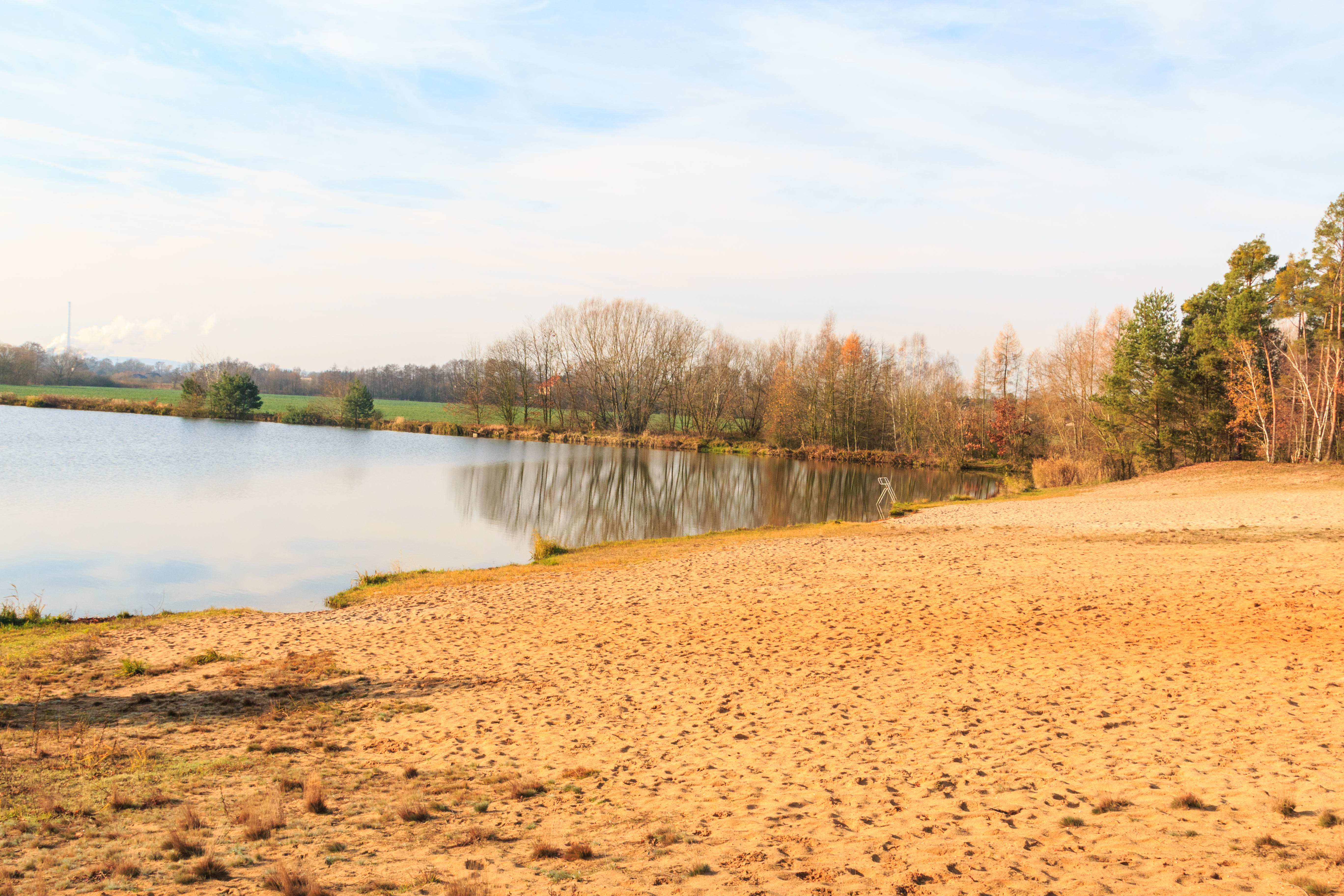
Rybník Tomášek
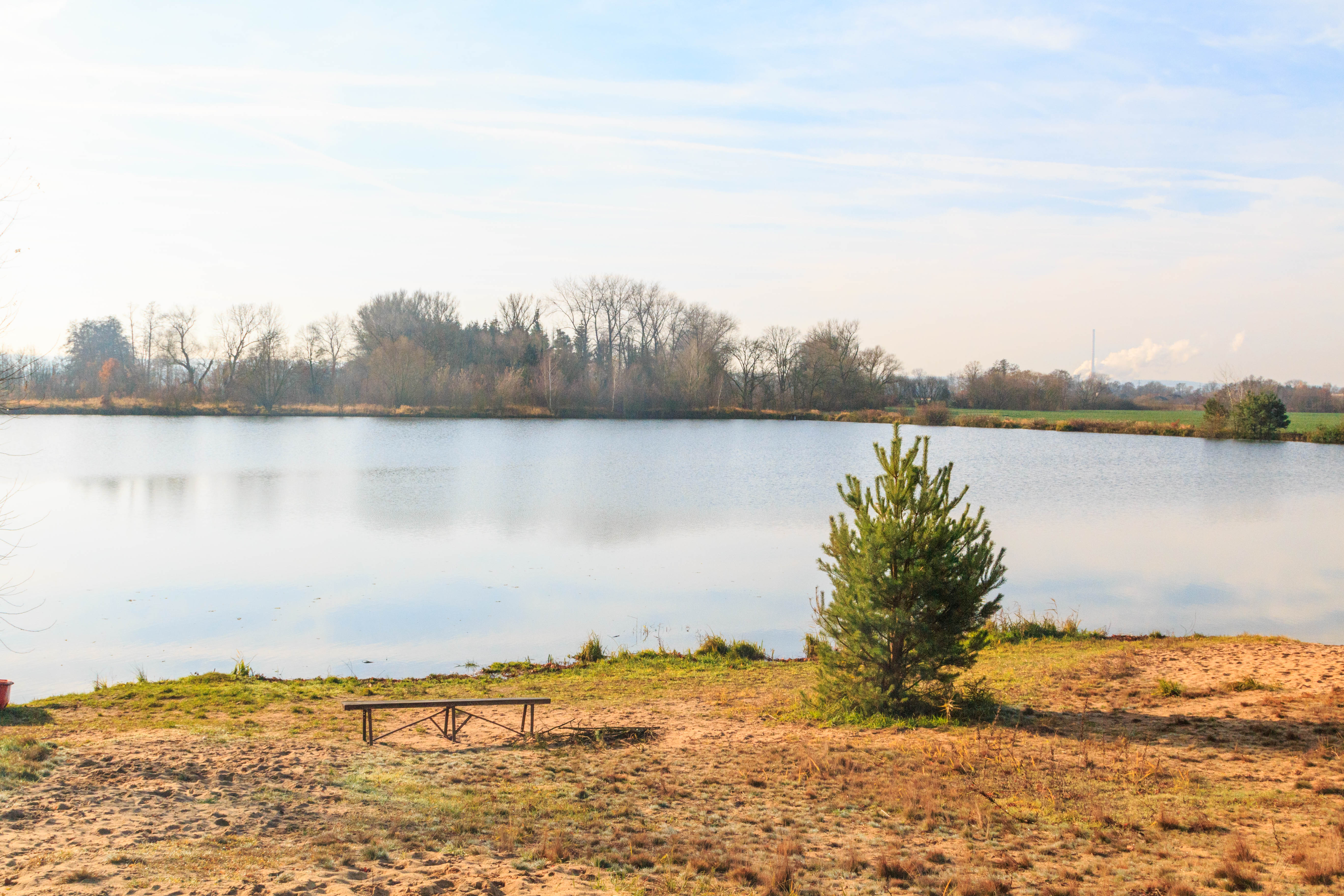
Rybník Tomášek
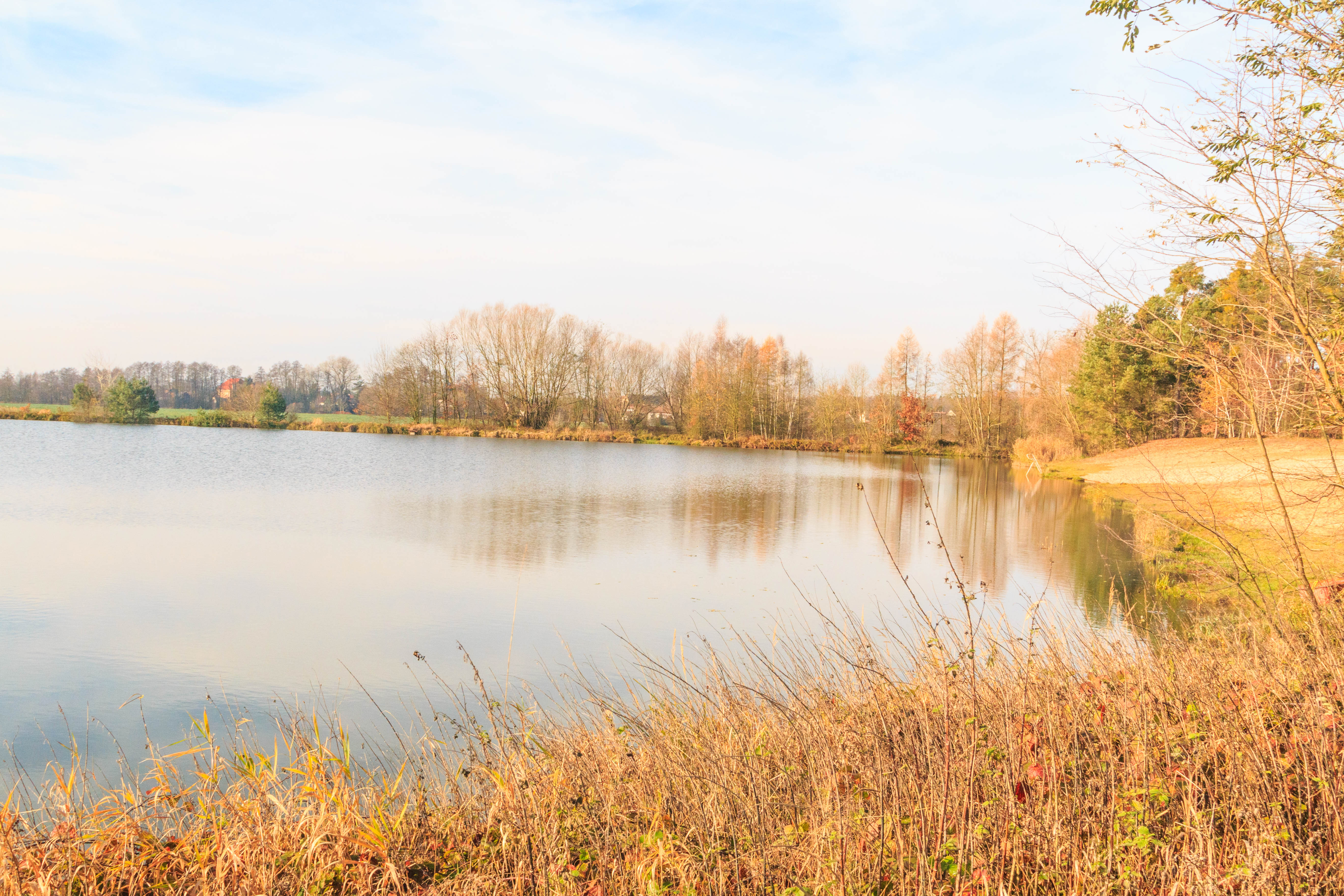
Rybník Tomášek
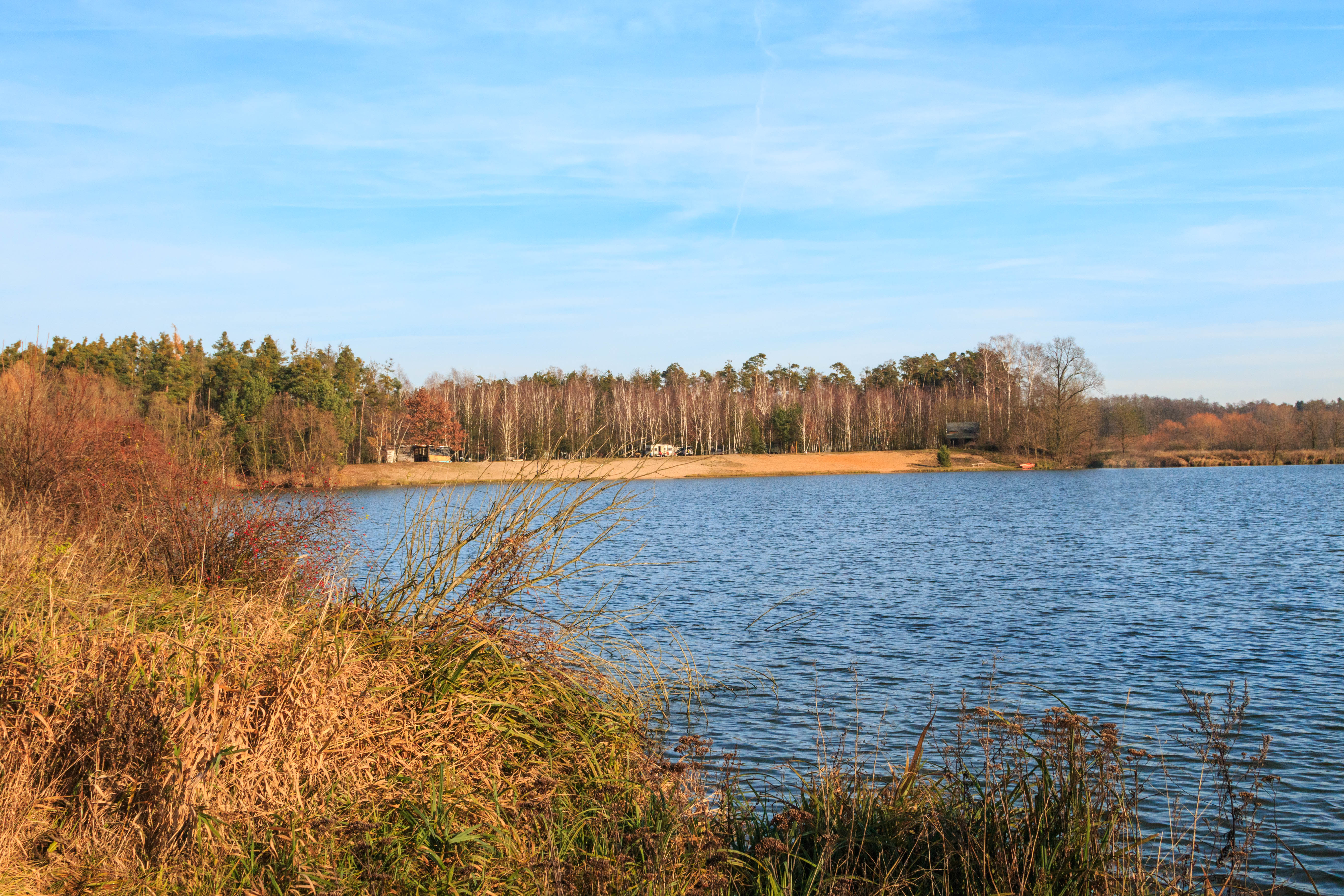
Rybník Tomášek